# Pałac w Judytach
Pałac w Judytach rodu von Kunheim – pałac wraz z zespołem parkowym, oraz dawniej licznymi zabudowaniami gospodarczymi, znajdujący się we wsi Judyty (niem. Juditten) w gminie Sępopol w powiecie bartoszyckim w województwie warmińsko-mazurskim. 
Pałac położony jest we wsi Judyty, około 18 km na północny wschód od Bartoszyc i 6 km od granicy z obwodem królewieckim, przy lokalnej drodze, nieopodal drogi wojewódzkiej nr 512 na odcinku Bartoszyce-Szczurkowo. Wybudowany w latach 1862–1863 w stylu neogotyckim i klasycystycznym jako siedziba rodu von Kunheim.

## Historia
Majątek w Judytach pierwotnie należał do szlacheckiego rodu von Lesgewangów, natomiast od XVI wieku przeszedł na własność rodu von Kunheim. Przedstawiciele tego rodu wznieśli w latach 1862–1863 pałac w Judytach. Służył on im jako siedziba rodowa aż do wojny, lecz o losach samego pałacu nie zachowało się wiele informacji.
Wiadomo, iż w majątku znajdowała się jedna z najstarszych stadnin koni w Prusach Wschodnich, a Judyty słynęły z hodowli koni czystej rasy trakeńskiej. Wiadomo także, iż w pałacu, aż do zakończenia II wojny światowej, znajdował się wykonany w końcu XVIII wieku, portret jednego z przedstawicielu rodu – Jana Ernesta von Kunheima (1730–1818). Obraz został pocięty i podziurawiony podczas przejęcia pałacu przez armię radziecką, prawdopodobnie podczas ofensywy na początku 1945. W ostatnich latach portret został odrestaurowany i jest pokazywany w zbiorach w Muzeum im. Wojciecha Kętrzyńskiego w Kętrzynie.
Do pałacu, w 1889 r. na wystawie światowej w Paryżu, zakupiono dwie rzeźby leżących lwów.
W 1928 roku w majątku urodził się Eberhard von Kuenheim, który w latach 1970-1993 zajmował stanowisko generalnego dyrektora zarządzającego, a w okresie 1993-1999 prezesa rady nadzorczej koncernu BMW. 23 letni okres jego zarządzania firmą nazywany jest erą Kuenheima, a sam koncern stał się jednym z największych przedsiębiorstw motoryzacyjnych na świecie. Eberhard jest uważany także za jednego z pionierów nowoczesnej gospodarki Niemiec.
Pałac przetrwał wojnę i w 1998, wraz z parkiem i zabudowaniami gospodarczymi, został zakupiony przez prywatnego właściciela, w którego rękach pozostaje do dzisiaj. Jest utrzymany w dość dobrym stanie.

## Architektura
Zespół pałacowy składa się z pałacu, rozległego kompleksu zabudowań gospodarczo-inwentarskich (obecnie będącego własnością Stadniny Koni Liski) oraz parku ze stawem, na który otwiera się front i główne wejście do wnętrz. Park posiada duży ogród, nieco zatarty układ starych alejek o zróżnicowanym drzewostanie i roślinności oraz starą dębową aleję.
Sam pałac, wzniesiony w stylu neogotyckim i klasycystycznym, został wybudowany na planie prostokąta. Jest to budowla dwukondygnacyjna, wysoko podpiwniczona z dwoma tarasami. Dach niemal płaski, czterospadowy, a elewacje obłożone są cegłą klinkierową. Przy głównym podjeździe do pałacu znajdują się dwa odlewy lwów naturalnej wielkości, odlane z brązu, zakupione na wystawie w Paryżu w 1889 roku. Lwy zostały wykonane według projektu Christiana Daniela Raucha z Berlina, a odlane w Gliwicach w 1822 r. Lew czuwający sześć szt., z czego trzy znajdują się w Polsce: Starościńskie Skały oraz muzeum Villa Caro w Gliwicach pozostałe w Niemczech. Lew śpiący; według projektu Christian Daniel Rauch z Berlina przy współpracy z Theodor Kalide 15 szt. W ostatnim czasie, z woli właściciela pałacu, na krótko zostały przeniesione do stadniny koni w Liskach, aby były chronione przez zarządcę Lisek przed kradzieżą. Po tym jak zagrożenie minęło, lwy przeniesiono na miejsce.
Fasada z rzeźbionym kartuszem z datą 1733. Liczne portrety von Kunheimów z XVII, XVIII i XIX w. w 1946 r. przekazano do Muzeum Mazurskiego w Olsztynie (obecnie Muzeum Warmii i Mazur w Olsztynie).

## Zabytek
Zespół pałacowy jest wpisany do rejestru zabytków nieruchomych Krajowego Ośrodka Badań i Dokumentacji Zabytków jako zespół oraz oddzielnie park: zespół figuruje pod nr 774 z 8 lutego 1968, natomiast park pod nr 3612 z 11 września 1984.

## Urodzeni
- Eberhard von Kuenheim